# Phalonidia holgina
Phalonidia holgina es una especie de polilla del género Phalonidia, categorizada en la tribu Cochylini, de la subfamilia Tortricinae.
Fue descrita por Razowski & Becker en 2007 y publicada en SHILAP Revta. Lepid. 35: 72. Se distribuye por América Central: Cuba, en las ciudades de Holguín y Mayarí, provincia de Holguín.